# Celosía (canción)
«Celosía» —estado o pasión de los celos— es la tercera canción de Hungría segundo álbum de estudio del cantante chileno Gepe. La canción salió como primer sencillo en el 2007.

## Personal
- Gepe: Voz, teclados.
- Pedro Subercaseaux: Bajo eléctrico.
- Vicente Sanfuentes: programación.

## Presentaciones en vivo
Es uno de los pocos temas que (junto con Esgrima desde a mediados de 2013) toca del álbum Hungría. Interpretó este tema, desde la batería, en las presentaciones de su último disco GP, y fue parte de su lista de canciones en Vive Latino, Lollapalooza Chile 2013 y XLIV Festival del Huaso de Olmué.